# جايسون باول
جايسون باول (بالإنجليزية: Jason Pierre-Paul)‏ (و. 1989  م) هو لاعب كرة قدم أمريكية، من الولايات المتحدة، ولد في ديرفيلد بيتش، يلعب كطرف دفاعي ‏.

## التعليم
تعلم في Deerfield Beach High School ‏.

## روابط خارجية
- جايسون باول على موقع إي إس بي إن.كوم (أن.أف.أل)3
- جايسون باول على موقع مرجع كرة القدم المحترفة.كوم (الإنجليزية)